# Txernomurovski
Txernomurovski - Черномуровский (rus) - és un khútor, un poble, del krai de Krasnodar, a Rússia. Es troba a la vora dreta del riu Txelbas, a 21 km al nord-est de Kropotkin i a 149 km al nord-est de Krasnodar, la capital.
Pertany al municipi de Possiólok ímieni M. Górkogo.